# Frans Teulings
Mr. Franciscus Gerardus Cornelis Josephus Marie (Frans) Teulings ('s-Hertogenbosch, 15 november 1891 – Vught, 23 juni 1966) was een Nederlands politicus.
Teulings was een katholieke politicus, die in 1929 Tweede Kamerlid werd voor de RKSP. Hij was van die fractie de financiële specialist. Hij behoorde tot een familie van Bossche uitgevers. In 1948 verruilde hij de Tweede Kamer voor de Eerste Kamer en volgde een jaar later Van Maarseveen op als minister van Binnenlandse Zaken. In het eerste kabinet-Drees was hij vicepremier en belast met binnenlandse veiligheid. Hij bracht wetgeving tot stand die goed paste in de Koude-oorlogssfeer uit die periode: Wet buitengewone bevoegdheden, Wet op de burgerwachten en Wet bescherming bevolking. Hij keerde na zijn ministerschap terug in de Senaat.

## Kleinzonen
Kleinzoon Coen Teulings was tot 1 mei 2013 directeur van het Centraal Planbureau, kleinzoon Staf Depla, lid van de PvdA en voormalig lid van de Tweede Kamer, was van 2010 tot 2018 wethouder in Eindhoven en kleinzoon Paul Depla, eveneens lid van de PvdA en voormalig wethouder in Nijmegen, is thans burgemeester van Breda.
- Biografisch Portaal: 17705777
- Gemeinsame Normdatei: 1244334464
- International Standard Name Identifier: 0000 0003 9338 1246
- Nederlandse Thesaurus van Auteursnamen: 071798471
- Parlement.com: vg09llae7xy5
- Virtual International Authority File: 287607720
- WorldCat: E39PBJbtpRVVFKxKpBmvXwTj4q